# Living Lohan

Living Lohan es un Reality show que debutó en el canal E! el 26 de mayo de 2008 en Estados Unidos. El programa se centra en la vida de la familia de la estrella Lindsay Lohan con sus miembros, la madre Dina Lohan, la hija mayor Aliana Lohan que aspira a ser estrella como su hermana, el hermano Cody, la abuela Nana quien es la madre de Dina y el amigo de la familia Jeremy Greene, un productor musical que ayuda a Ali a grabar su segundo álbum.

## Capítulos
| Episodio                                              | Fecha de estreno | Sinopsis |
| ----------------------------------------------------- | ---------------- | --- |
| Mommy Will Fix It (Mamá lo arreglará)                 | 26/05/08         | Dina lee tabloides sobre su hija Lindsay y Ali; Ali y su productor musical Jeremy Greene hablan sobre como grabar su nuevo álbum, mientras Dina lee un artículo donde Jeremy afirma que el posee una cinta de sexo de Lindsay en internet; éste causa una controversia cuando Dina también lee que Jeremy informa públicamente que Ali está grabando su nuevo álbum en The Palms Casino en Las Vegas. |
| Burning Down the House (Quemando la casa)             | 01/06/08         | Dina asistirá a un evento del aniversario de la revista, The Boulevard Magazine. Mientras los hermanos Ali & Cody se quedan en casa con su niñera, pero Ali percibe un olor a quemado ya que se estaba quemando un dispositivo eléctrico. Cody llama a Dina mientras ella se divierte, pero todo sólo terminó en un susto, dejando a Dina muy orgullosa de sus hijos por lo que hicieron.             |
| Mean Girls (Chicas malas)                             | 08/06/08         | Después de que a Ali la atacaran sus compañeras de la escuela, Dina la obliga a ir a IMPACT para superar los maltratos. Dina entrena a Ali como responder las preguntas para su primera entrevista con Access Hollywood. |
| Like Mother, Like Daughter (Como madre, como hija)    | 15/06/08         | Ali quiere un nuevo perro, así que Dina no le dice que si lo puede cuidar un día ella lo puede conservar; Michael el hermano mayor, va a casa con su novia, Nina pero ésta no quiere estar con los Lohan ya que ella quiere ver a sus padres, y surge una gran pelea separándolos. |
| Grandma Won't Budge (Abuela, no te quedes)            | 22/06/08         | La familia irá de viaje a Las Vegas, ya que Ali emperzará con la grabación de su segundo álbum de estudio, Nana afirma que no quiere ir con ellos porque no le gusta viajar así que Dina intenta convencerla sin éxito. Ali y Cody les preparan una cena a Michael y a Nina para que se reconcilien.                                                                                                  |
| Moving to Las Vegas! (Vamos a Las Vegas)              | 29/06/08         | La familia Lohan van de viaje a Las Vegas para que Ali grabe su nuevo álbum, Ali tiene un gran problema el primer día de grabación que le pone en duda su sueño de llegar al estrellato. Cody y Dina tienen un tiempo solos sin Aliana. |
| The Billionaire Babysitters (Las Niñeras billonarias) | 13/07/08         | Ali se decide que ella no quiere que Jeremy colabore en su nuevo álbum ya que tuvieron una brutal pelea. |
| Show Girls (Chicas de show)                           | 20/07/08         | Dina actúa en El Palms; Ali completa su álbum y regresan a casa. |
| Acting Up (Actuando)                                  | 27/07/08         | Cody y Nina se desafían para ver quien gana el afecto de Michael, Ali es llamada para audicionar para un film. |

## Críticas
Gillian Flynn de Entertainment Weekly calificó al show con un 5 brutal y comentó que "Te irritan desde el primer minuto... Dina no soporta la invasión de paparazzi, pero gracias a ella, no hay mucho que invadir."
Troy Patterson de la revista Slate Magazine, "El programa está muy mal editado y tiene puntos muy irónicos muy difíciles de entender... Living Lohan trata principalmente de Ali Lohan la hermana pequeña de la cantante Lindsay Lohan, el show te hará explotar."
Mark A. Perigard de  Boston Herald calificó el show como "aceptable" , "Living Lohan es un simple programa estúpido." 
Brian Lowry , "Es un tedioso examen, pareciéndose al otro show de E! ,Keeping Up with the Kardashians de las experiencias madre-hija teniendo el mayor drama posible y con la mayor publicidad posible."

## Curiosidades
- Aunque Lindsay Lohan sea de la familia, ella no aparece en ninguno de los capítulos del programa.
- En su segundo capítulo, su emisión fue cambiada a domingo (en Estados Unidos).